# Ousmane Mbaye
Pour les articles homonymes, voir Mbaye.
Ne doit pas être confondu avec Ousmane William Mbaye.
Ousmane Mbaye, né le 26 novembre 1975 à Dakar, est un designer et décorateur sénégalais. Ancien technicien en froid – un métier qu'il a exercé pendant 17 ans –, il tire profit de ce savoir-faire (ou « savoir fer », selon lui) pour créer des meubles contemporains à partir de matériaux de récupération (couvercles de fûts, conduites d'eau en métal galvanisé). Il vit et travaille à Soumbedioune (Dakar).
Ousmane Mbaye est un artiste créateur, issu d’un parcours sensible, intuitif et technique.           
Formé par un long apprentissage, notamment auprès de son père, aux métiers manuels, après une scolarité classique écourtée par un refus manifeste d’emprunter des rails peu adaptés à une intelligence aussi foisonnante, l’artiste a progressivement pris conscience de ce qu’au-delà de la maitrise de la matière et de la technique, s’insérait une préoccupation esthétique dont l’emprise devint prééminente dans le cours de son existence.
D’une insatiable curiosité, première qualité d’un artiste, mû par un profond besoin de rigueur et de qualité et toujours soucieux de la beauté des choses, Ousmane Mbaye est ainsi au fur et à mesure de sa maturation d’homme et d’artiste - l’une n’allant pas sans l’autre - de l’autre côté du miroir, migrant, pour notre plus grand bonheur, du métier de technicien-artisan à celui d’artiste-créateur, sans que jamais l’un ne renie l’autre, bien au contraire l’un servant de base solide à l’autre.
Ousmane Mbaye éprouve une particulière prédilection pour le métal et aime partir de la matière brute pour, en la pliant au gré de son inspiration, en l’assemblant et en la retravaillant, en faire une table, un plateau, une lampe.
Ousmane Mbaye est reconnu aujourd’hui au Sénégal et beaucoup plus loin encore comme un représentant incontournable de la vivacité créative de sa génération.